# L'Autonomia
L'Autonomia är en heterogen valallians mellan italienska högerpartier som bildades inför Europaparlamentsvalet 2009 för att klara av den nya partispärren på 4 %.
Valalliansen inkluderar:
- La Destra (konservatism)
- Movimento per le Autonomie (kristdemokrati)
- Partito Pensionati (konservatism)
- Alleanza di Centro (kristdemokrati)

samt mindre regionalistiska partier.